# Leslie-Ellen Lanz
Leslie-Ellen Lanz es una deportista alemana que compitió en taekwondo. Ganó una medalla de plata en el Campeonato Europeo de Taekwondo de 1998 en la categoría de –67 kg.

## Palmarés internacional
| Campeonato Europeo | Campeonato Europeo       | Campeonato Europeo | Campeonato Europeo |
| Año                | Lugar                    | Medalla            | Categoría          |
| ------------------ | ------------------------ | ------------------ | ------------------ |
| 1998               | Eindhoven (Países Bajos) | Medalla de plata   | –67 kg             |